# Irena Krępeć
Irena Krępeć z domu Adamus (ur. 1906, zm. 1999) – polska Sprawiedliwa wśród Narodów Świata, odznaczona wraz z mężem Jerzym Krępeciem.

## Życiorys
Była córką Henryka i Zofii Adamusów. Jej mężem został inżynier Jerzy Krępeć (1896–1981), zamieszkali w posiadłości w okolicach Płocka.
Po wybuchu II wojny światowej zmuszona była wraz z rodziną opuścić dotychczasowe miejsce pobytu i przenieść się do domu rodziców w Gołąbkach koło Warszawy. Irena wraz z mężem wydzierżawili gospodarstwo rolne w miejscowości Osada. W gospodarstwie rodziców i w Osadzie udzielali schronienia osobom ukrywającym się przed Niemcami. Ukrywali się tam Żydzi: Krystyna Izbicki, Anna Zofia Izbicki i jej syn Józef Ettinger, Krystyna Radziejewski, jej przybrana córka Larissa Sztorchan, Zofia Sidor, Eliza Temler i dr Tworkowski. Byli oni zatrudnieni w gospodarstwie, za co otrzymywali wynagrodzenie. Dzieci należące do grupy osób ukrywających się, brały udział w nauce szkolnej wspólnie z dziećmi z okolicznych gospodarstw. Zajęcia prowadzili m.in.: Czesława Końko (język polski, historia, łacina), Maria Golisówna (fizyka i matematyka), Czesław Szczepański (przyroda). Jerzy Krępeć zorganizował fałszywe dokumenty tożsamości dla chronionych Żydów. Rodzina Krępciów zapewniała ukrywającym się potrzebne rzeczy, a obok żywności i miejsca pobytu także ubranie i wsparcie psychiczne. Okoliczni mieszkańcy mieli świadomość, że w gospodarstwach Krępciów i Adamusów ukrywani są Żydzi, mimo to nie doszło do denuncjacji i osoby pochodzenia żydowskiego przetrwały wojnę.
Listem z 18 kwietnia 1994 Jad Waszem powiadomiło o nadaniu Irenie i Jerzemu tytułu Sprawiedliwi wśród Narodów Świata. Uroczystość z tej okazji odbyła się 12 grudnia 1995 w Konsulacie Generalnym RP w Montrealu.
Irena i Jerzy Krępeć mieli trójkę dzieci: Tadeusza (1928–1999), Krystynę (1929–1963) i Marię (ur. 1931).